# Stăncești (okręg Buzău)
Stăncești – wieś w Rumunii, w okręgu Buzău, w gminie Vadu Pașii. W 2011 roku liczyła 1504 mieszkańców.